# Dnjeparsko-buški liman
Dnjeparsko-buški liman (ukr. Дніпровсько-Бузький лиман), koji se naziva i Dnjeprovski zaljev, otvoreni je estuarij ili liman dviju rijeka: Dnjepar i Južni Bug. Nalazi se na sjevernoj obali Crnog mora i od njega je odvojen Kinburnskom prevlakom i rtom Očakiv.

## Opis
Ušće obuhvaća dva dijela: široko ušće Dnjepra (dugo 55 km, široko do do 17 km) i uže ušće Buga (dugo 47 km dug, široko od 5 do 11 km). Prosječna dubina je 6–7 metara, a najveća dubina je 12 metara.
Estuarij je važan za promet, rekreaciju i ribarstvo. Njegova najvažnija luka je Očakiv.

## Povijesni događaji
Ušće je bilo pomorsko bojište u rusko-turskom ratu 1787.-1792. Ključni događaj u tom ratu bila je opsada Očakova, dok su pomorske bitke – koji je uključivao rusku Dnjeparsku flotilu, dubokovodnu flotu Johna Paula Jonesa i osmansku mornaricu – uključivala je Prvu bitku na Limanu 7. lipnja 1788. i Drugu bitku na Limanu 16. i 17. lipnja

## Ključne znamenitosti
Ruševine pontijske Olbije nalaze se na desnoj obali rijeke Južni Bug, točno na njezinu ušću.
Postoji umjetni otok koji se često pogrešno smatra otokom Berezan, ali to je zapravo otok Pervomajski.

## Vanjske poveznice
|  | Zajednički poslužitelj ima još gradiva o temi Dnjeparsko-buški liman |

- (ukr.) Ušće Dnjepra–Boha u Enciklopediji Ukrajine